# Gran Premi de les Amèriques 1990
El Gran Premi de les Amèriques 1990 fou la 3a edició del Gran Premi de les Amèriques. La cursa es disputà el 30 d'agost de 1990, sent el vencedor final l'italià Franco Ballerini que s'imposa en solitari per davant de Thomas Wegmüller i Sammie Moreels.
Va ser la novena cursa de la Copa del Món de ciclisme de 1990.

## Classificació final
|    | Ciclista           | Equip               | Temps      |
| -- | ------------------ | ------------------- | ---------- |
| 1  | Franco Ballerini   | Del Tongo           | 6h 02' 46" |
| 2  | Thomas Wegmüller   | Weinmann-SMM Uster  | + 30"      |
| 3  | Sammie Moreels     | Lotto-Super Club    | + 33"      |
| 4  | Claudio Chiappucci | Carrera Jeans       | + 41"      |
| 5  | Steve Bauer        | 7 Eleven-Hoonved    | + 1'40"    |
| 6  | Seán Kelly         | PDM-Concorde        | m. t.      |
| 7  | Louis de Koning    | Panasonic-Sportlife | m. t.      |
| 8  | Rudy Dhaenens      | PDM-Concorde        | m. t.      |
| 9  | Marco Lietti       | Ariostea            | + 3'41"    |
| 10 | Rudy Verdonck      | Lotto-Super Club    | + 3'51"    |